# Yelena Guró
Yelena (Eleonora) Guénrijovna Guró, en ruso: Еле́на (Элеоно́ра) Ге́нриховна Гуро́, de casada Matiúshina, Матюшина (San Petersburgo, 30 de mayo de 1877  (18 de mayo en el calendario juliano)- Uusikirkko, Výborg, Gran Ducado de Finlandia, 6 de mayo de 1913  (23 de abril en el calendario juliano)) fue una escritora y pintora rusa. Participó de la primera antología de poesía futurista de Rusia, en 1910, aunque no se usara este nombre. Participó del grupo Cubofuturista, pero se murió en el año en que los poetas de "Hylaea" se nombraron futuristas, y no pudo ver el reconocimiento del grupo. Estuvo casada con el compositor y pintor Mijaíl Matiushin.